# Al Neri

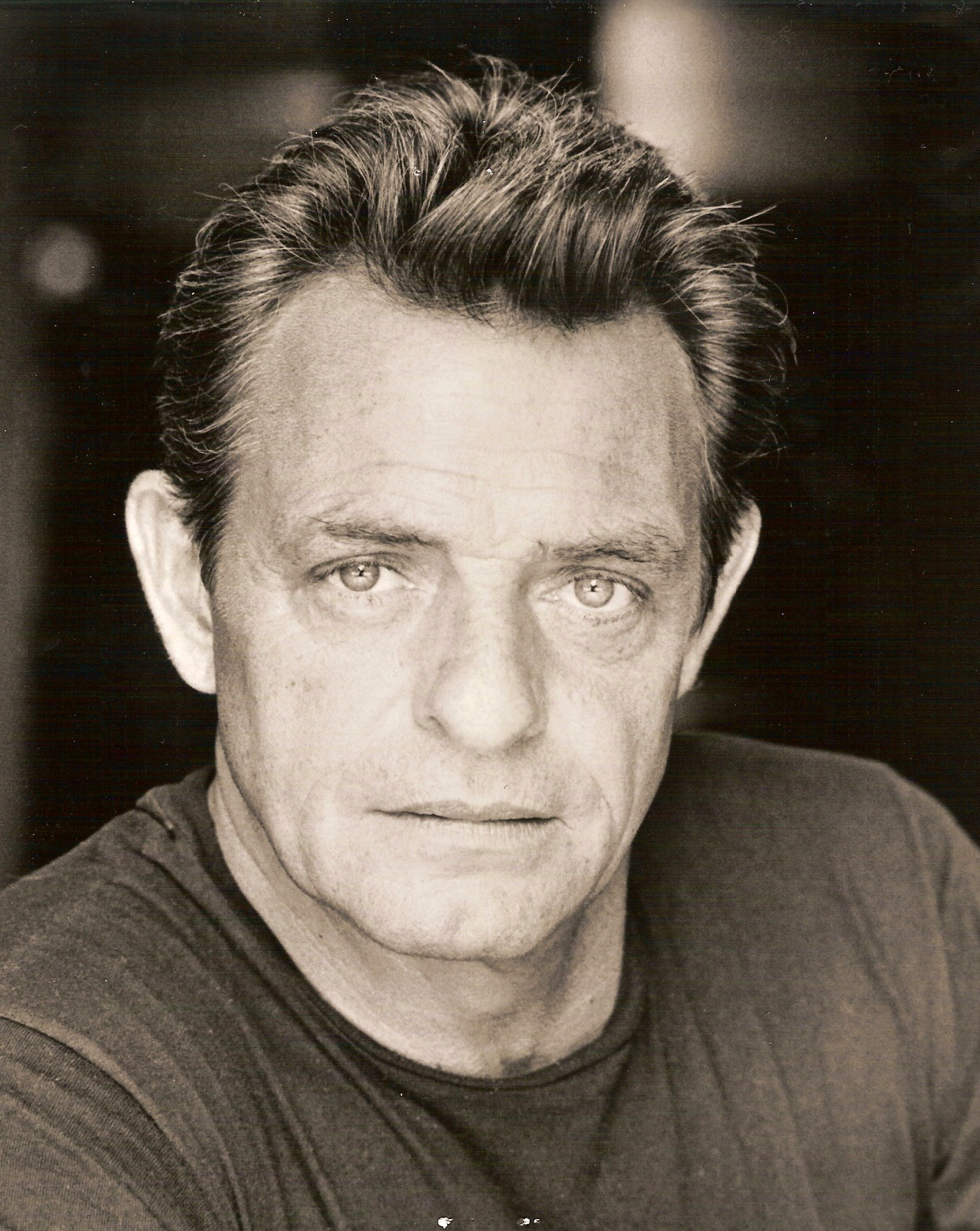
Richard Bright, actor que interpretó a Al Neri en las tres películas de El padrino.

Albert Neri es un personaje ficticio de la novela de Mario Puzo El padrino y de las películas basadas en esta novela. Al es un expolicía, hombre honesto y respetuoso; aunque con un carácter impetuoso. Luego de cierto incidente siendo policía (Albert mata a un traficante de drogas con una linterna), interceden a su favor ante la familia Corleone para que no vaya a prisión. Es así como Michael Corleone lo recluta, convirtiéndose en su incondicional (su padre lo compara con "tener su propio Luca Brasi"). Al Neri es el encargado de matar a Emilio Barzini, a su guardaespaldas y al conductor de su coche (disfrazado de policía). En la segunda parte de la trilogía, Al Neri es el encargado de la seguridad de los negocios de los Corleone. También es el encargado de matar a Fredo Corleone, mientras que en la tercera parte, ayuda a Michael a escapar durante un ataque en una reunión de los jefes de las familias mafiosas. Cuando Vincent es nombrado nuevo Don de la familia Corleone, Neri es el encargado de ir a la Ciudad del Vaticano y matar al arzobispo Gilday.
- Datos: Q558508